# روس تومسون روبرتس
روس تومسون روبرتس (بالإنجليزية: Ross Thompson Roberts)‏ هو قاضي ومحامي وضابط أمريكي، ولد في 28 نوفمبر 1938 في جوبلن في الولايات المتحدة، وتوفي في 24 أبريل 1987.